# 1135

## Догађаји

### Децембар
- 1. децембар — Енглески краљ Хенри I умире; наслеђује га сестрић Стивен од Блоа упркос претензијама Хенријеве ћерке Матилде на престо.

- Пролеће – Шамс ел-Мулк Исмаил, селџучког владара Дамаска, шаље изасланике Имад ел-Дину Зенгију, селџучком владару Мосула, да траже његову заштиту у замену за Дамаск. Зенги прелази Еуфрат, осваја град Хаму, без отпора. Опседа Дамаск, али због недостатка залиха, приморан је да одустане од опсаде. Зенги се извлачи из Дамаска, његове селџучке снаге освајају тврђаве у Марату и Атарибу.
- Краљица Мелисенда од Јерусалима мири се са својим мужем Фулком V, након периода отуђења изазваног њеном растућом моћи и гласинама да је имала аферу са Хугом II (ду Пуизе), бившим грофом од Јафе.
- 26. мај – Краљ Алфонсо VII крунисан је за „цара целе Шпаније“ (Imperator totius Hispaniae) у катедрали у Леону. Крунисању присуствују Рамон Беренгер IV (његов зет), Рејмонд V и други шпански племићи који су га признали за свог владара.
- Лето – Краљ Роџер II се искрцава са сицилијанском експедиционом снагом у Салерну. Дели своју војску и осваја градове Аверсу и Алифе. Роџер опседа Напуљ – али упркос лошем здравственом стању у граду, не може да га заузме и враћа се поново у Месину.
- 15. август – Цар Лотар III прима почаст од Ерика II и проглашава га царским принцом у Рајхстагу. Његове дипломатске мисије у Мађарској и Пољској резултирају плаћањем данка. Војвода Болеслав III Кривоусти добија Померанију и Риген.
- Лотар III прима византијско посланство на свом двору, у име цара Јована II Комнина. Понуђене су велике финансијске субвенције Лотару за покретање кампање против Руђера II. Преговори ће трајати неколико месеци.
- Септембар – Краљ Гарсија Рамирез од Наваре раскида са Алфонсом VII и удружује се са Португалском грофовијом против Кастиље и Леона.
- Октобар – Конрад III, војвода од Франконије, одриче се титуле краља Италије у супротстављању Лотару III. Добија помиловање и враћа своје поседе.
- Пизанци у служби Свете столице (Римске дијецезе) пљачкају град Амалфи.
- Маварска флота напада каталонски лучки град Елну (Јужна Француска).
- 1. децембар – Краљ Хенри I умире у Лион-ла-Фореу у Нормандији након 35-годишње владавине. Наслеђује га нећак Стефан од Блое (унук Вилијама Освајача), који потврђује своје право на престо супротстављајући се захтевима Хенријеве ћерке Матилде (продужено у грађанском рату познатом као Анархија).
- 26. децембар – Стефан од Блое  је крунисану Вестминстерској опатији у Лондону од стране надбискупа Вилијама де Корбеја. Матилда (трудна) и њен муж Џефри V („Лепи“) одлазе ради сопствене безбедности у Нормандију, где она планира како да свргне Стефана и заузме енглески престо за себе.
- 29. август – Калиф Ел-Мустаршид убијен је у Багдаду након 17-годишње владавине. Наслеђује га син Ел-Рашид Билах као владар Абасидског калифата (до 1138).
- Сицилијанске експедиционе снаге предвођене Руђером II испловљују из Месине и освајају острво Џерба (данашњи Тунис).
- Хамадидски емират (данас Алжир) покреће напад на град Махдију (данас Тунис).
- Рат Ђин-Сунг – Снаге династије Сунг под Јуе Фејем започињу контраофанзиву против династије Ђин којом су владали Џурчен у северној Кини. Он побеђује снаге Ђин, запетљавајући своје бродове са точковима на реци Хуаи.
- 4. јун – Цар Хуи Зонг умире у егзилу у Хејлунгђангу (Манџурија), након што је био заробљен са својим сином Ћин Зонгом од њиховог заробљавања 1127. године.

## Смрти
- 8. фебруар — Елвира од Кастиље, краљица Сицилије

### Август
- 29. август — Ал Мустаршид, абасидски калиф

### Децембар
- 1. децембар — Хенри I, енглески краљ (*1068)